# Gabriel Fernández Ledesma
Gabriel Fernández Ledesma (* 30. Mai 1900 in Aguascalientes; † 26. August 1983 in Mexiko-Stadt) war ein mexikanischer Maler, Bildhauer und Graphiker.

## Biografie
Fernández Ledesma begann seine künstlerische Ausbildung an der Escuela Nacional de Bellas Artes in Mexiko-Stadt. Er war zusammen mit Roberto Montenegro beauftragt mit der Gestaltung des mexikanischen Pavillons für die Weltausstellung 1922 in Rio de Janeiro.
Ab 1925 lehrte er an der Escuela Central de Artes Plásticas (Zentrale Schule für Bildende Künste), gründete eine freie Bildhauerschule und 1926 das öffentliche Kunstzentrum Centro Popular de Arte in San Pablo. Fernández Ledesma war beteiligt an der Exposición Ibero-Americana in Sevilla im Rahmen der Weltausstellung 1929. In seiner Arbeit für das Secretaría de Educación Pública leitete er unter anderem im Auftrag 1938 in Paris die Ausstellung zum Thema „Die Kunst im politischen Leben Mexikos“. 1944 erhielt er ein Guggenheim-Stipendium.
Unter Fernández Ledesmas Leitung erschien Mitte der 1920er-Jahre erstmals die Zeitschrift für bildende Künste mit dem Titel „Forma“. Er veröffentlichte zudem mehrere Bücher und war Gründungsmitglied der Gruppe revolutionärer Maler „30-30“ sowie der Liga de Escritores y Artistas Revolucionarios.